# Аксиньино (Рязанская область)
Аксиньино — деревня в Окском сельском поселении Рязанского района Рязанской области России.

## Расположение
Расположено 19 км на юг от Рязани.

## История
С 2005 года — в составе Вышетравинского сельского поселения, с 2017 года — в составе Окского сельского поселения.

## Население
| 2010 |
| ---- |
| 7    |